# Reserva índia Yomba
La reserva índia Yomba és la llar de la tribu Xoixon Yomba, una tribu reconeguda federalment dels xoixons occidentals al centre de Nevada.

## Govern
La Tribu Xoixon Yomba té la seu a Austin (Nevada). La tribu és governada per un consell tribal de sis persones elegides democràticament. El registre tribal requereix tenir una meitat de sang xoixon.

## Reserva
La Reserva Yomba ocupa 4.718,46 acres (19,09 km²) al comtat de Nye (Nevada). La reserva e divideix en dos districtes: l'Alt, que inclou el Ranxo Doyle, i el Baix, que inclou el ranxo Bowler.

## Història
Van ratificar llur constitució el 20 de desembre de 1939, sota la Llei de Reorganització índia de 1934.